# بخش توینزبورگ (شهرستان سامیت، اوهایو)
بخش توینزبورگ (به انگلیسی: Twinsburg Township) یک منطقهٔ مسکونی در ایالات متحده آمریکا است که در شهرستان سامیت، اوهایو واقع شده‌است.
 بخش توینزبورگ ۲۱٫۰ کیلومتر مربع مساحت و ۲٬۱۵۳ نفر جمعیت دارد و ۳۲۷ متر بالاتر از سطح دریا واقع شده‌است.